# Андреас Бірнбахер
Андреас Бірнбахер (нім. Andreas Birnbacher, 11 вересня 1981) — німецький біатлоніст, чемпіон світу.
Золоту медаль чемпіона світу Андреас виборов у складі збірної Німеччини в змішаній естафеті на чемпіонаті світу 2008, що проходив у шведському Естерсунді. У його доробку також срібна медаль чемпіонату світу 2007 року, що проходив у Антерсельві в гонці на 15 км із масовим стартом. 

## Статистика
У таблиці наведено статистику виступів біатлоніста в Кубку світу.
- Місця 1–3: кількість подіумів
- Чільна 10: кількість фінішів у першій десятці
- В очках: кількість виступів, на яких біатлоніст здобував очки
- Старти: кількість стартів
- Естафета: включно зі змішаною

| Місця                              | Індивід. | Спринт | Персьют | Мас-старт | Естафета | Разом |
| ---------------------------------- | -------- | ------ | ------- | --------- | -------- | ----- |
| 1                                  |          | 1      |         |           | 1        | 2     |
| 2                                  | 1        |        |         | 1         | 4        | 6     |
| 3                                  |          | 1      | 1       | 1         | 4        | 7     |
| Чільна 10                          | 5        | 20     | 15      | 9         | 13       | 62    |
| В очках                            | 14       | 44     | 37      | 22        | 15       | 132   |
| Стартів                            | 21       | 62     | 42      | 22        | 15       | 162   |
| Станом на: кінець сезону 2009/2010 |          |        |         |           |          |       |